# Meteoritenfall Würzburg (1103/1104)
Koordinaten: 49° 47′ 44″ N, 9° 55′ 14″ O

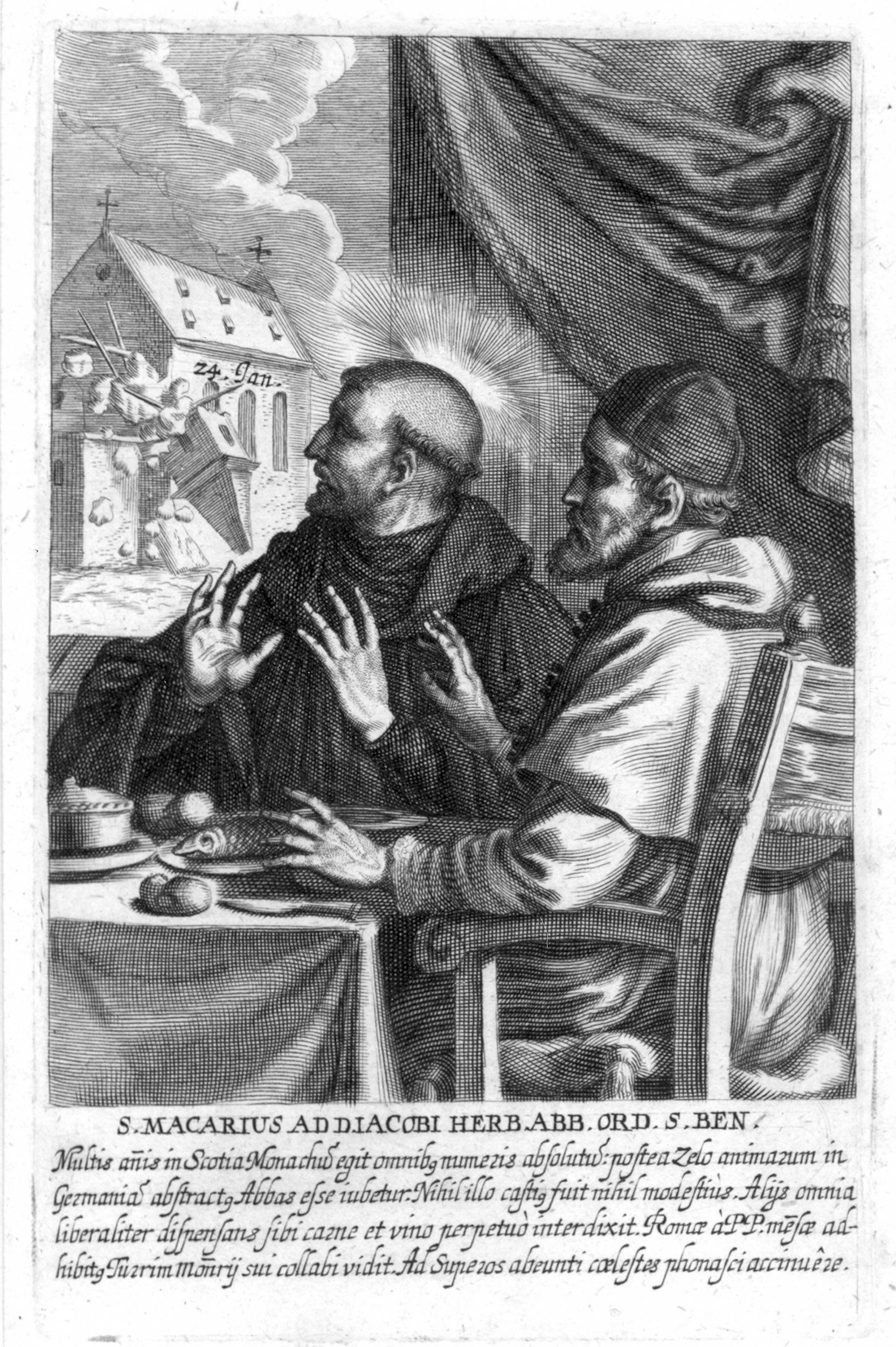
Der hl. Makarius sieht von Rom aus den Einsturz des Turmes in Würzburg

Der Meteoritenfall Würzburg ist ein angeblicher Sturz eines Meteoriten auf den Turm des Schottenklosters St. Jakob in Würzburg im Jahre 1103 oder 1104. Es gibt viele Ungereimtheiten in der Dokumentation des Falls, sodass die Authentizität eher nicht gegeben ist, zumal das Kloster erst 30 Jahre später gebaut wurde.

## Geschichte
Der Geologe Carl Wilhelm Gümbel schrieb 1878, der Stein sei verschwunden. Er habe sich, „um den Spuren dieses Steines nachzuforschen, an Herrn Prof. Sandberger in Würzburg gewendet, der so freundlich war, die gründlichsten Nachforschungen anzustellen“. Dessen Mitteilung verdanke er die Nachricht, dass der Mediziner Friedrich Schnurrer (1784–1833) im zweiten Band seiner Seuchengeschichte schreibe: „Im Jahre 1103 (oder 1104) fiel in Würzburg ein so grosser Meteorstein, dass vier Männer den vierten Theil desselben kaum tragen konnten.“ Schnurrer beruft sich auf verschiedene Chroniken wie auch auf den Abt des Schottenklosters, Johannes Trithemius (1462–1516), der den von Schnurrer benannten Quellen vollen Glauben geschenkt habe.

## Ungereimtheiten
Die Berichte vom Würzburger Meteoritenfall sind unklar und widersprüchlich.

### Würzburger Hagelstein
Der Fall großer „Hagelsteine“ im Würzburggau (pagus Wirciburgensis) wird in mehreren Chroniken mit nahezu gleichem Wortlaut beschrieben, jedoch in den Chroniken des Ekkehard von Aura (um 1120), des Annalista Saxo (um 1150), des Burchard von Ursberg (nach 1200) und den Annales Hirsaugienses des Abtes Trithemius (1509–1514) ins Jahr 1104 gesetzt, in der Weltchronik des Johannes Nauclerus (1516) ins Jahr 1103.

### Würzburger Turmeinsturz
Im 12. Jahrhundert soll der Turm des Schottenklosters St. Jakob in Würzburg eingestürzt sein. Man wusste von einem irischen Wanderbischof namens Kilian, der im 7. Jahrhundert in Würzburg wirkte. Fortan war Würzburg Ziel für Wallfahrer. Die Iren aber wurden damals als Schotten bezeichnet. 
Gegründet wurde das Kloster vom Würzburger Bischof Embricho und dem Hl. Makarius (1100–1153). Das Kloster wurde zwischen 1134 und 1139 erbaut. Bald darauf stürzte der Turm des Schottenklosters ein – wohl um 1146, als Makarius sich auf einer Romreise befand, denn die Legende besagt, dass Makarius den Einsturz von Rom aus sah.

### Würzburger Donnerkeil
Der Würzburger Gelehrte Caspar Schott berichtete 1667 im zweiten Band seiner Physica curiosa, in Würzburg hänge an einer Kette an einer Säule in der Kirche des Schottenklosters St. Jacob ein lapis fulmineus (ein „Blitzstein“ oder „Donnerkeil“). Der Stein sei ein Blitz, sage das Volk. Der Meteoritenforscher Ernst Florens Friedrich Chladni steigerte die Verwirrung. Er vermischte die Angaben zu dem Donnerkeil mit den Angaben zu dem Meteor: Zur Zeit des hl. Makarius im 13. Jahrhundert (sic!) sei ein Stein auf den Turm des Klosters gefallen. Der Stein sei zuvor laut Schott in der Kirche des Klosters an einer Kette hängend aufbewahrt worden und befinde sich nun im Naturalien-Kabinett der Universität. Er habe den Stein selbst gesehen; es handele sich dabei um eine Streitaxt „von einer sehr harten grauen Steinart, die mit Meteor-Steinen gar keine Ähnlichkeit hat, daher wohl an der Richtigkeit dieses Ereignisses selbst zu zweifeln ist“.

### Weitere Widersprüche
Chladni beschreibt eine Streitaxt. Nach Schnurrers Angaben „fiel zu Würzburg ein so grosser Hagel, Meteor-Steinfall, dass man einen Hagelstein in vier Stüke theilte und vier Männer einen solchen zu tragen kaum imstande waren“. Während bei Schnurrer vier Männer einen „Hagelstein“ kaum tragen konnten, waren es im Sekundärzitat bei Gümbel, der Schnurrers Werk nur aus einer brieflichen Mitteilung kannte, bereits 16 Männer. Hierbei wurde wohl angenommen, dass jeder der vier Teilstücke von vier Männern getragen wurde.